# Mariuk
Mariuk is een bestuurslaag in het regentschap Subang van de provincie West-Java, Indonesië. Mariuk telt 3842 inwoners (volkstelling 2010).